# ドラゴンボールZ 超悟空伝 -突激編-
『ドラゴンボールZ 超悟空伝 -突激編-』（ドラゴンボールゼット スーパーごくうでん とつげきへん）は1995年3月24日にバンダイから発売されたスーパーファミコン用アドベンチャーゲーム。『ドラゴンボールZ』のスーパーファミコン作品第5弾。
『超悟空伝』の前編に当たり、原作漫画『ドラゴンボール』の1 - 14巻を題材にしたプレイングコミックスである。

## 概要
原作のエピソードを再現し、孫悟空の少年時代のストーリーを追体験する。体験したイベントや覚えた必殺技はクリア表でチェックできる。また最初にプレイヤーとして名前を入力しゲーム内の架空のライバルプレイヤーたちと競うことが可能。
ライバルプレイヤー（それぞれ名前は変更可能）
ライバル
プレイヤーのライバル。正々堂々とした感じだが、ゲームの展開に熱くなる一面がある。
子分
子分。プレイヤーのことを「親びん」と呼ぶ。プレイヤーより進行は遅いがたまに抜かしていることも。
イヤミな奴
プレイヤーを罵倒し軽視するキャラクター。賞賛したかと思えばそれはウソ。
情報屋
進め方のヒントを出してくれるキャラクター。ゲームには参加しない。
ゲームクリア後パスワードが表示され、続編『ドラゴンボールZ 超悟空伝 -覚醒編-』の最初に入力すると有利な状態でゲームを進められる。
また、キャラクターボイスはナレーション（声：八奈見乗児）のみ。
開発当初の名前は『ドラゴンボールZ 超悟空伝 前編』。

## ゲーム内容

### システム
アドベンチャー
ストーリーを進める画面。
『突激編』はアドベンチャーシーンを軸に、イベント、戦闘の3つのシーンで展開されていく。他のキャラクターとの出会いや会話なども、このシーンから展開する。
選択肢が表示されるイベントでは、選んだ選択肢によっては原作にない展開になることがある（原作と違う展開になった場合は、クリア表に記録されない）。
ただし、原作からそれた展開は戦闘面の成長ができず、不利になりやすいため、基本的に原作通りに進めるのがクリアのポイントとなる。
選択肢のイベントで相談をしないと進めることができない場面がある。
ステータス
コミックプレイの状況や達成値、クリア表の確認や技の設定ができる。
習得した技は設定しないと出すことができない。技はそれぞれ4つまで自由に変更できる。
戦闘
戦闘力を高めて敵に前進し、到達したらコマンドを入力して攻撃する。
戦闘力が高いほど攻撃力が上がって前進する速度が自分が速くなりやすくなる。逆に低いと攻撃力が下がって相手の移動速度が上がってしまい、気絶状態になりやすい。
悟空の体が白く光った時に、パンチ、キック、必殺技のコマンドを入力する。技によっては戦闘力を消費して攻撃する。相手の体が光った時は相手の攻撃に合わせた防御技を入力することにより、相手の技をかわしたりカウンターができる。相手を戦闘不能にすればクリア。
イベント
場所の移動などの大きなイベントや、敵との出会いの中心となるシーン。
ドラゴンボールを探したり、修行などのシーン。多くはミニゲームになっている。
達成値
達成値画面では、それまでのプレイをコンピューターが評価して、イベントクリア率やバトル内容評価をパーセンテージで、総合評価をボールの数で表示する。また、ゲームを始めるときに設定した「ライバル」「子分」「イヤミなヤツ」に対する評価も表示される。
悟空のパワーアップ
戦闘に勝利したり、イベントを発生したり、ミニゲームをクリアすることで、新しい技を覚えたり、体力と戦闘力が上昇する。
原作通りに進めることで全ての技を習得して、体力と戦闘力を最大まで上がるが、原作とは違った展開に進めた場合は何もパワーアップしない。
セーブ
各章のアドベンチャーの前編と後編をクリアすることでセーブできる。なお、天下一武道会のストーリーはクリア後にセーブする。
ゲームオーバー
戦闘に負けたり、特定場面のアドベンチャーの選択肢を間違えたり、特定のミニゲームを失敗するとゲームオーバーになる。

### ミニゲーム
かめはめ波の修行
戦闘方式で戦闘力を最大にためてAボタンを押してかめはめ波を出せばクリア。
ドラゴンボール探し
十字ボタンで悟空を操作して、Xボタンでドラゴンレーダーを使ってドラゴンボールの位置を確認で、Aボタンでボールを捜す。ドラゴンボールを見つけるとクリア。
亀仙流テスト 石探し
アドベンチャー方式で選択肢を選んで進んで行き、途中でプテラノドンを闘いながら石を探しに行く。石を見つけた後クリリンと対決し、勝てばクリア。最も時間のかかるミニゲームで難易度が最も難しいが、ルートを覚えていればすぐにクリアできる。ルートは第3章後編の再開時のアドバイスで教えてくれる。
亀仙流修行その1 牛乳配達
画面端まで顔アイコンをAボタン連打をして、何回も繰り返しをすればクリア。初回は連打する場面が多く、連打する時間が長い。
亀仙流修行その2 畑の耕し
AボタンとYボタンを交互に連打して右まで移動すればクリア。2回目以降は甲羅を背負った状態の姿になる。
亀仙流修行その3 工事の手伝い
アドベンチャー方式で選択肢を選んでどこに落ちてくるか判断して重ねれば一回成功で、何回か成功することでクリア。
亀仙流修行の成果 大岩動かし
Aボタン連打で大岩を動かせばクリア。動かせなかった場合は亀仙流修行のミニゲームを最初からやり直しになるが、連打した回数は蓄積されており、何度も挑戦することでクリアできる。
洞窟から脱出しろ！
アドベンチャー方式で選択肢を選んで岩を避けて重ならずにすれば一回成功で、何回か成功することでクリア。何回か失敗するとゲームオーバー。
カリン塔登り
AボタンとYボタンを交互に連打して頂上までに到着すればクリア。止まっていると徐々に下がっていく。
カリン様を捕まえろ！
カリン様が真ん中にきたらタイミングよくAボタンを押して捕まえればクリア。何回も失敗するとカリン塔登りのミニゲームからやり直しになる。

## ストーリー
各章に前編と後編があり（ただし、第21回・第22回天下一武道会編にはない）、一定ルートまで進めば前編クリアとなって後編に続き、後編も一定ルートまで進めばその章はクリアとなり、次の章へ進む。
第一章 牛魔王編
前編 - 孫悟空登場〜ウーロンを捕まえ、次のドラゴンボールへ向かう
後編 - ウーロンも同行する～チチが将来悟空と結婚すると約束する
第二章 ピラフ編
前編 - ファンガース村に訪ねて買い物をする〜ヤムチャと一緒にドラゴンボールを奪い返しに行く
後編 - ピラフ城を潜入する〜旅を終わって、亀仙人の修行しに行く
第三章 亀仙人修行編
前編 - 悟空の家に戻る〜クリリンと闘って石を取り返す
後編 - 起床〜天下一武道会に向けて出発する。
第四章 第21回天下一武道会編（ここからは悟空の服が変わる）
予選を参加して、亀仙人から特製の格闘着を貰う〜天下一武道会が終わって、四星球探しの旅に出る
第五章 ホワイト編
前編 - レッドリボン軍登場〜飛行機墜落
後編 - ホワイト将軍登場〜ジングル村の平和を取り戻し、西の都へ向かう
第六章 ブルー編
前編 - 西の都へ到着〜見張りロボットと闘って勝利して、後を追う
後編 - ブルマの後を追う〜ペンギン村を出て、四星球の居場所へ向かう
第七章 レッドリボン編
前編 - 桃白白登場〜レッドリボン軍の基地へ向かう
後編 - ブルマの作った通信機を見る〜レッドリボン軍を壊滅して、カメハウスに戻る
第八章 占いババ編
前編 - あと1つのドラゴンボールの在り処〜占いババの宮殿へ向かう
後編 - 占いババの宮殿に入る〜天下一武道会へ向けて修行を開始する
第九章 第22回天下一武道会編
鶴仙人と弟子登場〜ピッコロ大魔王が蘇る
第十章 ピッコロ大魔王編（このシナリオをクリアすると『突激編』クリア）
前編 - クリリンを殺した敵を追う〜ピッコロ大魔王が若返り、神龍が殺される
後編 - ヤジロベー、悟空を川へ運んで水を飲ませる〜ピッコロ大魔王を倒し、平和を取り戻す
最終章 エピローグ編（ピッコロ大魔王編クリア後の会話のみ）
カリン塔で悟空の怪我を治す〜二代目のピッコロ大魔王が誕生する
次回作に使えるパスワードを表示して、後編の『覚醒編』に続く。

## 登場キャラクター

### 敵キャラクター
ブルマ
ゲーム開始時の練習相手。操作説明を兼ねており、攻撃を一度決めれば勝利となる。
なお、チュートリアル的側面を持つ戦闘であるが、何もせずに敗北した場合は通常通りゲームオーバーになる。
プテラノドン
ブルマをさらおうとする。選択肢によっては闘わなくてすむこともある。亀仙人修行編の石探しで何回も闘うことになる。
山賊
ウミガメを食べようとする山賊。第1章前編のボス。選択肢によっては闘わなくてすむこともある。
ヤムチャ
砂漠の盗賊。ストーリー上2回闘うことになる。第1章後編のボス。1回目は一定ダメージを与えるか与えられるとイベントで闘いが終わる。後に悟空たちの仲間になる。
ウサギ団
ウサギ団の手下の2人組。2人で銃で攻撃してくる。
兎人参化
ウサギ団のボス。攻撃すると人参になってしまう。第2章後編には戦う相手がいないので、事実上第2章のボスとなる。兎人参化は握手攻撃をしてきて、1回でも握手攻撃を受けてしまうと敗北となり、ゲームオーバーになってしまう。握手カウンターもあり、カウンターでダメージを受けても敗北となる。倒すには相手の光っている時に攻撃するか、如意棒系とかめはめ波の3種類の必殺技で攻撃する。
クリリン
悟空と同じく亀仙流入門に弟子入りし、後に悟空の親友になる。亀仙人修行編の石探しと第22回天下一武道会2回戦においても闘う。第3章後編には戦う相手がいないので、事実上第3章のボスとなる。第22回天下一武道会2回戦はパンプットの闘いで負けた場合は闘わなくてすむことになる。後者の場合は負けてもゲームオーバーにならない。
ポリス
ランチを追跡していた二人組の警官。銃で攻撃してくる。
ランラン老子
悟空と天下一武道会予選で闘う獅子牙流の使い手。あまり強くない。
ギラン
第21回天下一武道会1回戦の相手。一定ダメージを与えるか与えられるとイベントで勝利。この闘いは必ず勝利になる。
ナム
第21回天下一武道会準決勝の相手。ガードも多用してくるなかなかの強敵。負けてもゲームオーバーにならない。
ジャッキー・チュン
第21回天下一武道会決勝の相手。その正体は悟空たちの師亀仙人。第4章のボス。ナムの闘いで負けた場合は闘わなくてすむことになる。負けてもゲームオーバーにならない。
RR軍兵士
レッドリボン軍の兵士。様々な状況下で闘うことになる。戦闘では2回闘うことになる。
シルバー大佐
レッドリボン軍の幹部の一人。第4章前編のボス。
メタリック軍曹
マッスルタワー3階の番人。何回かの攻撃で動かなくなり、勝利になる。
ムラサキ曹長
マッスルタワー4階の番人。一定ダメージを与えるとブーメラン手裏剣の技でダメージを受けられて体力が半分になる。
ブヨン
ホワイト将軍の落とし穴で、相手になる怪物。一定のダメージを与えるか与えられるとイベントで勝利。選択肢によっては闘わなくてすむこともある。
ホワイト将軍
レッドリボン軍の将軍の一人。第5章後半のボス。2回戦闘があるが、2回目ではイベントなので自動的に勝利となる。
グレート・リー
西の都で悟空と闘うストリートファイター。簡単に倒せて弱い。選択肢によっては闘わなくてすむこともある。
ワル
西の都で悟空のお金を取ろうとする悪者。すごく弱い。グレート・リーと闘わなかった場合は闘わなくてすむことになる。
見張りロボット
洞窟で宝を守っている見張りロボット。第6章前編のボス。
大ダコ
ブルー将軍の罠にかかって相手になる生き物。選択肢によっては闘わなくてすむこともある。一定ダメージを与えるかある技を出すとイベントで勝利。
ブルー将軍
レッドリボン軍の将軍の一人で非常にオカマ。第6章後編のボス。一定ダメージを与えると超能力の技でダメージを受けられて体力が半分になる。
イエロー大佐
レッドリボン軍の幹部の一人。幹部の中で一番弱い。
桃白白
鶴仙人の弟で世界一の殺し屋。レッドリボン軍と協力しており、悟空を殺そうとする。第7章前編のボス。2回闘うことになり、1回目は一定ダメージを与えるか与えられるとイベントで必ず敗北して、この場合はゲームオーバーにならない。
ブラック参謀
レッドリボン軍のレッド総帥を射殺してボスになった参謀。
バトルジャケット
ブラック参謀は一度敗れるが、バトルジャケットを操縦して再び闘うことになる。第7章後編のボス。
ミイラくん
占いババの宮殿の闘いの三番目の相手。
アックマン
占いババの宮殿の闘いの四番目の相手。本来は最後の相手である。第8章前編のボス。
謎の仮面男（孫悟飯）
占いババの宮殿の闘いの最後の相手で仮面を付けている謎の男。正体は死んだ悟空の祖父である孫悟飯。
ピラフマシン（ロボットタイプ）
最後のドラゴンボールを持っているピラフ一味と闘うことになって、ロボットを操縦して相手になる。
ピラフマシン（ダチョウタイプ）
ピラフ一味は一度敗れるが、ピラフマシンを変形してダチョウロボットになって再び闘うことになる。第8章後編のボス。
チャパ王
悟空と天下一武道会予選で闘う相手。あまり強くない。覚醒編でも登場する。
パンプット
第22回天下一武道会1回戦の相手。負けてもゲームオーバーにならない。
天津飯
第22回天下一武道会決勝の相手。鶴仙人の弟子。後に悟空たちの仲間になる。第9章のボス。パンプットかクリリンの闘いで負けた場合は闘わなくてすむことになる。負けてもゲームオーバーにならない。
タンバリン
ピッコロ大魔王の部下の1人。第10章前編の最後の相手は老人状態のピッコロだが、これはイベント戦で必ず負けてしまうので、事実上第10章前編のボスとなる。2回闘うことになり、1回目は一定ダメージを与えるか与えられるとイベントで必ず負けて、この場合はゲームオーバーにならない。
ヤジロベー
焼いてあった魚を食べられて怒って闘うことになる。悟空と互角の実力を持つ侍。後に悟空の仲間になる。選択肢で魚を食べずに森をうろうろしていた場合は闘わなくてすむことになる。
ドラム
ピッコロ大魔王の部下の1人。ピッコロの前に闘う。
ピッコロ大魔王（老人状態）
世界征服を企む魔族の王。一定ダメージを与えるか与えられると、イベントで必ず負けて戦闘が終了する。その際、タンバリンと闘って進んだ場合はストーリーが進行するが、闘かわずに追いかけた場合は敗北になって、強制的にゲームオーバーとなる。
ピッコロ大魔王（若返り状態）
ドラゴンボールによって若返って、実力が大幅にアップしている。第10章後半のボスで、今作のラスボス。2回闘うことになり、1回目は一定ダメージを与えるか与えられるとイベントで戦闘が終わる。

## スタッフ
- エグゼクティブ・プロデューサー：間庭英作
- チーフ・プロデューサー：東海林隆
- プロデューサー：鈴木敏弘
- アシスタント・プロデューサー：磯貝健夫、内山大輔
- ディレクター：島田晋作
- コーディネーター：かば
- ゲーム・デザイン：竹花欣也、清水厚二、うりぼう
- プログラム：干焼蝦仁、蓮蓉寿桃
- グラフィック・デザイン：玉井裕和、荒井翔子、柴田正伸、そば、MIP
- 東映動画：森下孝三、蛭田成一、武田寛
- ナレーション：八奈見乗児
- 音楽：山本健司
- サウンドワーク：天やんぐ、ちゃとる
- アシストワーク：渡辺浩孝、清水泰臣、金子孝治、斉藤章生、こちょP
- スペシャル・サンクス：宮河恭夫、灘俊宏、古田真美、水野貴大、大塚賢一郎、河阪由美子 
  - 週刊少年ジャンプ：堀江信彦、武田冬門、大塚久永
  - Vジャンプ：鳥嶋和彦、高橋俊昌、岡本堅史
  - 松本常男、赤松直人、清野義孝、岩原誠、町田宗治、GEELUN

## 評価
ファミリーコンピュータMagazineの読者投票による「ゲーム通信簿」での評価は以下の通りとなっており、30点満点中22.4点となっている。
| 項目 | キャラクタ | 音楽 | お買い得度 | 操作性 | 熱中度 | オリジナリティ | 総合 |
| 得点 | 4.1        | 3.7  | 3.4        | 3.6    | 3.8    | 3.9            | 22.4 |

## 関連商品
ドラゴンボールZ 超悟空伝 -突激編-
山本健司が作曲したゲーム中のBGMを収録したサウンドトラック。1995年4月21日にFMEから発売。